# Escola Técnico-Jurídica do Direito Penal
As Escolas Penais são diversas correntes filosófico-jurídicas que tentaram organizar princípios para a interpretação e aplicação do Direito Penal. Cada uma delas possui concepções diferentes sobre os indivíduos infratores e sobre os fins da pena. Essas escolas e suas diferentes ideias foram responsáveis por formar a Teoria Geral do Delito, como conhecida na contemporaneidade.  
Dentre elas, está a Escola Técnico-Jurídica, surgida como uma reação ao método de análise do Direito Penal utilizado pela escola anterior, a Positiva, que se preocupava excessivamente com questões antropológicas e sociológicas, prejudicando uma análise mais jurídica. 
O tecnicismo tem como sua principal característica a desvinculação da ciência do Direito Penal com outras ciências, para restaurar o estudo do crime com base, puramente, no critério jurídico.  

## Origem da Escola Técnico-Jurídica
Na história do Direito, a inquietude dos especialistas do Direito Penal junto ao problema da segurança jurídica data de tempos antigos, manifestando-se à medida que surgiam as primeiras tentativas de estruturação e arranjo das normas jurídicas, especialmente por parte dos ilustrados do século XVIII.  
Com o estímulo inicial dado por Beccaria, muitos autores tentaram compreender, cada um de uma maneira diferente, o papel do criminoso e da pena na sociedade, a fim de estabelecer bases do exercício punitivo do Estado.  
Em 1905, na Itália, Arturo Rocco inaugurou os padrões de organização da Escola Técnico-Jurídica, denominação conferida por ele próprio, em sua famosa aula magna na Universidade de Sassari.  
Antes do Tecnicismo Jurídico, diversos outros autores preocuparam-se com a questão do Direito Penal e os institutos a ele ligados, destacando-se, nesse contexto, duas grandes correntes: a Escola Clássica e o Positivismo Jurídico.  
Rocco defendeu que, para que houvesse um avanço científico do Direito Penal, era preciso isolá-lo frente à sociologia, filosofia e política. Para os tecnicistas, enquanto ciência normativa, o Direito deve ter, como base, o método de estudo técnico-jurídico ou lógico-abstrato , sendo o Direito Penal a “exposição sistemática dos princípios que regulam os conceitos de delito e de pena, e da consequente responsabilidade, desde um ponto de vista puramente jurídico” . 

## Características da Escola Técnico-Jurídica
A escola Técnico-Jurídica, portanto, caracteriza-se por possuir uma visão do Direito Penal como uma ciência objetiva, técnica, precisa e autônoma, com objeto, método e fins próprios, não podendo ser confundida com outras ciências, tais como a sociologia, filosofia, antropologia, psicologia, política, entre outras. Os teóricos do tecnicismo recusavam o uso dessas outras ciências afirmando que isso é um fator que causa uma confusão metodológica, ou seja, uma mistura de diferentes conteúdos, como ocorrido na Escola Penal Positiva. Com isso, não seria possível realizar uma análise especificamente jurídica do crime. 
O Direito Penal seria, então, aquele expresso na lei e o juiz deveria apoiar-se apenas a ela. Para isso, foi desenvolvido o método dogmático, que será explicado adiante. 
Além disso, para o tecnicismo, a pena é uma reação e uma consequência do crime, com função preventiva geral e especial, ou seja, é um meio de defesa contra o risco e o perigo do agente que pratica determinado crime, e possui o objetivo de castigar o delinquente, retribuindo a ele o mal causado.

### Expoentes da Escola Técnico-Jurídica: Itália X Brasil
Para os apoiadores da Escola Técnico-Jurídica o Direito Penal deve se servir da letra da lei, afastando outros critérios que não sejam jurídicos para a interpretação e aplicação dela. É possível identificar autores essenciais para a construção das bases dessa teoria: os juristas Arturo Rocco e Nelson Hungria. De épocas e nacionalidades diferentes, suas teorias em muito se assemelham na defesa do tecnicismo-jurídico.
É importante destacar a influência da doutrina alemã de Karl Binding que, com seus estudos, deu início ao tecnicismo-jurídico que foi desenvolvido e evoluiu pelos estudos de seus precursores.
Arturo Rocco, que deu início ao tecnicismo jurídico na Itália em 1905 foi grande representante da teoria técnico-jurídica e deixou bem claro em seu trabalho que a ciência do Direito Penal deve ser mais precisa e objetiva se livrando de análises históricas, políticas e filosóficas que poderiam ofuscar e, até mesmo, eliminar a precisão que o Direito precisa ter. O estudo sistemático do ordenamento jurídico, isto é, do conjunto de normas vigentes ajuda no progresso científico. Ao definir esse ponto de vista pura e unicamente jurídico, Arturo Rocco não restringia a interpretação e aplicação da lei somente ao seu texto, mas considerava também a determinação da vontade e razões da lei, valorizando a interpretação lógico-legal.
A influência do autor foi tão grande que o Código de Processo Penal italiano de 1930, conhecido como o Codice Rocco, foi uma das bases ideológicas para a construção do Código Penal brasileiro de 1940. A lei penal brasileira de 1940, ainda na forma do Anteprojeto de Alcântara de Machado, teve em sua comissão revisora o maior representante brasileiro do tecnicismo jurídico: o jurista mineiro Nelson Hungria. Além dele, ao seu lado estavam Vieira Braga, Narcélio de Queiroz e Roberto Lira.
Sobre essa vertente dogmático-jurídica, disse Nelson Hungria: ''O tecnicismo jurídico não é uma tendência do Direito Penal; é a conditio sine qua non (condição sem a qual não) da realidade de uma ciência jurídico-penal. Só ele pôde imprimir ao Direito Penal a admissível unidade, harmonia e coesão com que se apresenta na atualidade.''
Ao se referir em sua obra “Comentários ao Código Penal” ao artigo 1º da lei penal brasileira, afirma: “a fonte única do Direito Penal é a norma legal. Não há Direito Penal vagando fora da lei escrita. Não há distinguir, em matéria penal, entre lei e direito.”
Dessa forma, é possível entender a conexão entre as teses de Rocco e Hungria, de forma que o Direito, para o tecnicismo-jurídico, é puro diante um positivismo e legalismo jurídico exagerado e deve concentrar-se em sua fonte única, a lei posta.
Além dos defensores já citados, também pode-se mencionar outros que ajudaram na construção da ciência penal italiana e nos primeiros passos dados no tecnicismo-jurídico: Vincenzo Manzini, Eduardo Massari, Giacomo Delitala e Ottorino Vannini.

### Método técnico-jurídico
A escola Técnico-Jurídica, por meio de um método chamado lógico-abstrato, definiu o fenômeno jurídico importante para a Ciência Penal: o crime.  Neste aspecto, são postulados valores fixos sobre o que é crime, pois para os defensores dessa corrente, não há sociedade sem dogmas, e essa referências, elaboradas pela sociedade e reguladas pelas normas instituídas pelos legisladores, são interpretadas e aplicadas pelos juízes. Mas, como todo texto é lacunoso, é necessário criar regras de interpretação, com a intenção de reduzir a zero possíveis distorções do que está posto nas leis. Surgindo assim a Jurisprudência, criando um espectro mínimo e máximo para área de interpretação, aumentando assim, a segurança jurídica. 
Então, o estudo da ciência penal, por meio do método técnico-jurídico ou lógico-abstrato, daria-se em três fases: exegese, em que há a interpretação gramatical do texto da lei; dogmática, em que há uma organização do conteúdo normativo; e, por fim, a crítica, que era o máximo espaço para discussão da norma, mas recusa o emprego de demais interpretações.

### O desenvolvimento do pensamento técnico-jurídico
O tecnicismo jurídico, definindo o Direito Penal como uma “exposição sistemática dos princípios que regulam os conceitos de delitos e de pena e da consequente responsabilidade, desde um ponto de vista puramente jurídico” teve grande relevância na construção da dogmática jurídico-penal como é conhecida atualmente.   
A Escola Técnico-jurídica teve por base a ideia de que o Direito deveria ser vislumbrado meramente sob a perspectiva do próprio Direito positivado, isto é, sustentava que as concepções externas e as indagações consideradas estranhas e alheias a ele não deveriam influir em sua interpretação e aplicação. Renunciavam e excluíam, dessa forma, a utilização de qualquer outra ciência e critério, que não o jurídico, para análise da lei, o que inclui a filosofia e a sociologia, vez que defendiam que os juristas deveriam servir-se apenas da letra da lei. Para os tecnicistas, essas ciências causal-explicativas tornavam confusa a apreciação do verdadeiro objeto do Direito Penal, sendo ele, o crime.   
Apesar disso, conforme afirma Cézar Bitencourt, o tecnicismo não desprezava completamente as ciências causal-explicativas. Ao contrário, admitia a importância das pesquisas dessas ciências sobre o crime. Contudo, entendia que elas não poderiam ser usadas de modo a afastar os juristas do critério propriamente jurídico na análise da ciência do Direito Penal. Por isso, esta escola estabeleceu o método técnico-jurídico ou lógico abstrato para a apreciação do Direito sob a ótica do próprio Direito positivo.   
Também é apontado por Bitencourt como sendo a principal colaboração do tecnicismo jurídico para a dogmática jurídico-penal, a delimitação do crime como verdadeiro objeto da Ciência Penal. De outro lado, o Instituto Brasileiro de Ciências Criminais, observa que a obsessão tecnicista com a ideia de autonomia do Direito Penal promoveu a redução da dogmática a um “verbalismo jurídico vazio e formal” e a distanciou dos acontecimentos do mundo, delegando a ela uma preocupação excessiva com questões menos importantes relacionadas à “terminologia, a detalhes de harmonia arquitetônica do sistema, à atomização de conceitos ou a inferências generalizadoras do abstrato para o abstrato, no mais desolante e árido teorismo”. Isto é, com a Escola Técnico-Jurídica, a dogmática passa a preocupar-se com questões secundárias, como a harmonia do sistema e a terminologia das palavras e é reduzida a um teorismo vazio.    
Em vista disso, o método tecnicista afastou a dogmática da busca pelos fins humanos e práticos e, ao equiparar o Direito com as ciências exatas, ou seja, considerá-lo uma ciência exata, não permitiu que ele fosse analisado de maneira crítica, vez que o estabeleceu como uma verdade e, dessa forma, não caberia discussões acerca de qual visão sobre ele deveria permanecer. Em outras palavras, se a norma jurídica era uma verdade e ela deveria ser analisada por si mesma, sem a interferência de nenhuma outra ciência, não caberia visões e interpretações diferentes acerca dela. Conforme indica IBCCRIM, para os tecnicistas “no direito, não caberia a discussão acerca de qual tendência deve prevalecer (como se dá na filosofia, na política etc.), mas a pesquisa e o estabelecimento da verdade por meio de processos puramente lógicos e objetivos, iguais para todos, a partir de elementos definidos e substancialmente unívocos, tais como as normas jurídicas”.  
Em suma, a Escola Técnico-Jurídica foi caracterizada mais como uma corrente de renovação metodológica do que propriamente uma escola e, embasada em seu método técnico-jurídico, objetivou analisar o Direito pelo Direito, a norma jurídica pela norma jurídica, reduzindo as possibilidades de análise crítica e produzindo, assim, uma barreira que distanciava aos poucos o Direito de sua intrínseca função social e, mais ainda, o distanciava do próprio mundo.   

### O desenvolvimento do pensamento técnico-jurídico no Brasil
A formulação do Código Penal Brasileiro de 1940 teve influências da escola técnico-jurídica. Um dos defensores, Nelson Hungria, compunha a comissão revisora do projeto de José de Alcântara Machado, que estava sendo produzido no governo de Getúlio Vargas durante o período do Estado Novo.
O pensamento técnico-jurídico surgiu no Brasil, na década de 1940 e fim da década de 1970, com a intenção de trazer o aspecto jurídico, levando em consideração somente o Direito posto. 
Nelson Hungria destacou em um de seus textos: 
“a ciência do direito penal não pode ter por objeto a indagação experimental em torno ao problema da criminalidade, mas tão somente a exegese do direito positivo, a pesquisa e formulação dos respectivos princípios gerais e a dedução lógica das consequências. Assim sendo, os postulados de outras ciências sobre a delinquência como fenômeno biopsicossociológico não se integram na ciência do direito objetivo, cujo único método possível é o dedutivo, lógico abstrato, o técnico-jurídico”.
Acrescentando também sobre a Ciência Penal em uma de suas obras: “A Ciência penal não é só a interpretação hierática da lei, mas antes de tudo, e acima de tudo, a revelação de seu espírito e a compreensão de seu escopo, para ajustá-la aos fatos humanos, almas humanas, a episódios do espetáculo dramático da vida. O crime não é somente uma abstrata noção jurídica, mas um fato do mundo sensível, e o criminoso não é um “modelo de fábrica”, mas um trecho flagrante da humanidade."
Portanto, o autor somou sua análise para o método técnico jurídico como precursor de produção das normas, destacando a responsabilidade moral como uma responsabilidade penal, evidenciando que o Direito por si só é determinante, deixando de lado as influências de outras áreas.

## Conclusão
De forma geral, foi com o surgimento da escola técnico jurídica que a ciência do Direito Penal teve início, ao realçar a atenção por parte de pensadores iluministas, clássicos e dos positivistas. Os adeptos do tecnicismo jurídico ao preverem e sustentarem o Direito Penal como, exclusivamente previsto em leis, assim o fizeram como uma reação às concepções que os anteriores previam do Direito Penal e também como preocupação com o progresso jurídico e a segurança jurídica.
Desta maneira, o tecnicismo jurídico ao buscar restaurar critérios propriamente jurídicos da ciência do Direito Penal, defendia a autonomia, demonstrando independência deste a outras ciências, e abarcando exclusivamente o que se previa as leis. E como aprimoramento de suas ideias, a adoção do método dogmático, como o único sobre o qual se poderia produzir a ciência do direito penal. Obtiveram êxito principalmente quando voltaram seus estudos para a norma jurídica, para o conceito de crime e para maior racionalização do ordenamento jurídico-penal.
Contudo, apesar dos avanços e acertos provenientes de tais concepções, houve também distorções e falhas no desenvolvimento do pensamento técnico jurídico. A maneira como tal pensamento evoluiu distanciou, de certa forma, o Direito Penal da realidade social, principalmente pelo excesso de formalismo e ausência de valores e de transformações sociais. Seus pensadores não conseguiram concretizar o afastamento das demais ciências, como a filosofia, a sociologia e a política, como era pretendido.
Apesar disso, a herança deixada pelos ensinamentos da Escola técnico jurídica, servem de base como percepção de que o Direito Penal, ainda que exista como ciência autônoma e independente das demais ciências, não deve ser cerceado de forma que se distancie da realidade social.